# Gentiana nubigena
Gentiana nubigena är en gentianaväxtart som beskrevs av Michael Pakenham Edgeworth. Gentiana nubigena ingår i släktet gentianor, och familjen gentianaväxter. Inga underarter finns listade i Catalogue of Life.